# Georghios Pikis
Georghios M. Pikis (ur. 1939), prawnik cypryjski.
Specjalista praw człowieka, prawa karnego, procedury karnej i międzynarodowego prawa karnego. Od 1981 był sędzią Sądu Najwyższego Cypru, a od 1995 jego prezydentem. Dwukrotnie brał udział w pracach Europejskiego Trybunału Praw Człowieka jako sędzia ad hoc (1993 i 1997). W latach 1996–1998 był członkiem Komitetu Narodów Zjednoczonych ds. Zwalczania Tortur.
W lutym 2003 został wybrany na sędziego Międzynarodowego Trybunału Karnego, na kadencję 6-letnią.
Autor wielu publikacji dotyczących praw człowieka, zasad prawnych, niezawisłości sędziowskiej oraz prawa i postępowania karnego.